# Wand’rin’ Star
(I was born under a) Wand’rin’ Star ist ein amerikanischer Popsong, den Alan J. Lerner (Text) und Frederick Loewe (Musik) 1951 für das Bühnen-Musical Paint Your Wagon geschrieben haben. Uraufführung des Stücks war am 12. November 1951. Der Song wurde in der Interpretation des US-amerikanischen Schauspielers Lee Marvin in Großbritannien ein Nummer-1-Hit. Er war im März 1970 drei Wochen lang auf dem Spitzenplatz und hielt sich neun Wochen in den Top 10. Auf verschiedenen Covern finden sich auch die Schreibweisen Wand’rin Star und Wandrin’ Star.
Als das Musical im Jahr 1969 verfilmt wurde (deutscher Verleihtitel Westwärts zieht der Wind), übernahm Lee Marvin die Rolle des Goldsuchers Ben Rumson. Obwohl Marvin kein Sänger war, sang er alle seine Lieder im Film selbst, da ihm der Gedanke fremd war, zur Stimme eines anderen Menschen zu mimen. Arrangiert von Nelson Riddle hielt sich Wand’rin’ Star in Großbritannien drei Wochen lang an der Spitze der Charts und verwies die Beatles mit Let It Be auf Platz zwei. Bekannt ist das Lied vor allem wegen der Bass-Stimme von Marvin.
Marvin hat danach nie wieder eine Single herausgebracht, so dass er als One-Hit-Wonder bezeichnet wird. Eine deutsche Fassung des Liedes sang der Schauspieler und Synchronsprecher Friedrich Schütter unter dem Titel Mit dem Wind muss ich weiterzieh’n auf der Single Columbia 1C – im Jahr 2000 gecovert von Schauspieler Manfred Krug (Album Schlafstörung). Instrumentale Fassungen wurden von verschiedenen Orchestern wie beispielsweise von Raymond Lefèvre auf der LP Raymond Lefevre spielt Filmmusik eingespielt. Eine parodistische Fassung präsentierte 1973 der deutsche Komiker Otto Waalkes im Rahmen seines Programms Die Otto-Show (1).

## Veröffentlichungen
- CD: MCA Records MCAD 37099 (kompletter Soundtrack aus dem Film Paint Your Wagon)
- LP: Paramount C 062-90 591 (kompletter Soundtrack aus dem Film Paint Your Wagon)
- Single: Paramount C 006-91 108 (Seite A: Lee Marvin / Seite B: Clint Eastwood: I Talk to the Trees)